# Частота обновления
Частота обновления (частота вертикальной развёртки) — величина, обозначающая, сколько раз в секунду обновляется изображение на экране. Время между обновлениями измеряется в миллисекундах, а частота обновления в герцах: например, частота 60 Гц означает, что дисплей обновляется 60 раз в секунду. Время обновления обратно пропорционально частоте обновления.

## Описание
Распространены экраны с частотой 60 Гц, 75 Гц, 90 Гц, 120 Гц, 144 Гц, 165 Гц, 240 Гц, 360Гц, 480 Гц.
В сочетании с высокой частотой кадров высокая частота обновления обеспечивает плавность изображения и более высокий показатель FPS.
Одним из первых смартфонов, получивших повышенную и адаптивную частоту обновления — 90 Гц — стал OnePlus 7 Pro, выпущенный в 2019 году.
В 2017 году корпорация Apple представила первое устройство с технологией ProMotion — адаптивной частотой обновления дисплея — iPad Pro. В 2021 году смартфоны iPhone 13 Pro, iPhone 13 Pro Max и ноутбуки MacBook Pro также получили ProMotion, которая адаптирует частоту обновления от 10 до 120 раз в секунду под отображаемый контент для экономии энергии.